# Holthone
Holthone est un village dans la commune néerlandaise de Hardenberg, dans la province d'Overijssel.